# Gouvernement Alexandre Ribot (4)
Troisième République
Gaston Doumergue I René Viviani I
Le quatrième gouvernement Alexandre Ribot est le gouvernement de la Troisième République en France du 9 au 12 juin 1914. Ses sous-secrétaires d’État sont nommés le 10 juin seulement.

## Composition
| Portefeuille                                                      | Titulaire | Titulaire              | Parti |
| ----------------------------------------------------------------- | --------- | ---------------------- | ----- |
| Président du Conseil                                              |           | Alexandre Ribot        | FR    |
| Ministres                                                         |           |                        |       |
| Ministre des Affaires étrangères                                  |           | Léon Bourgeois         | PRRRS |
| Ministre de la Guerre                                             |           | Théophile Delcassé     | RI    |
| Ministre de l'Instruction publique et des Beaux-Arts              |           | Arthur Charles Dessoye | PRD   |
| Ministre de l'Intérieur                                           |           | Paul Peytral           | PRRRS |
| Ministre de la Justice                                            |           | Alexandre Ribot        | FR    |
| Ministre de la Marine                                             |           | Émile Chautemps        | PRRRS |
| Ministre de l'Agriculture                                         |           | Adrien Dariac          | PRD   |
| Ministre des Finances                                             |           | Étienne Clémentel      | PRRRS |
| Ministre des Travaux publics                                      |           | Jean Dupuy             | PRD   |
| Ministre du Commerce, Industrie, Postes et Télégraphes            |           | Marc Réville           | RI    |
| Ministre des Colonies                                             |           | Maurice Maunoury       | RI    |
| Ministre du Travail et de la Prévoyance sociale                   |           | Jean-Baptiste Abel     | PRD   |
| Sous-secrétaires d’État                                           |           |                        |       |
| Sous-secrétaire d’État à l'Intérieur                              |           | Joseph Le Cherpy       | PRD   |
| Sous-secrétaire d’État à la Guerre                                |           | Alfred Margaine        | PRRRS |
| Sous-secrétaire d'État à la Marine, chargé de la Marine marchande |           | Charles Guernier       | PRD   |

## Politique menée
Le gouvernement Ribot IV est l’un des plus courts de l’histoire de France. 
C’est un ministère à tonalité modérée, mais avec la participation de plusieurs radicaux de poids, dont Léon Bourgeois.
L’accueil de la Chambre est très violent.

## Fin du gouvernement et passation des pouvoirs
Le gouvernement est renversé par la gauche le jour même de sa présentation. 
Le 13 juin 1914, Raymond Poincaré nomme René Viviani à la présidence du Conseil des ministres.